# Abell 70
Abell 70 ist ein planetarischer Nebel im Sternbild Adler. Es wird angenommen, dass der Nebel etwa 8.500 Lichtjahre von der Erde entfernt ist.